# Viện Phim Ba Lan

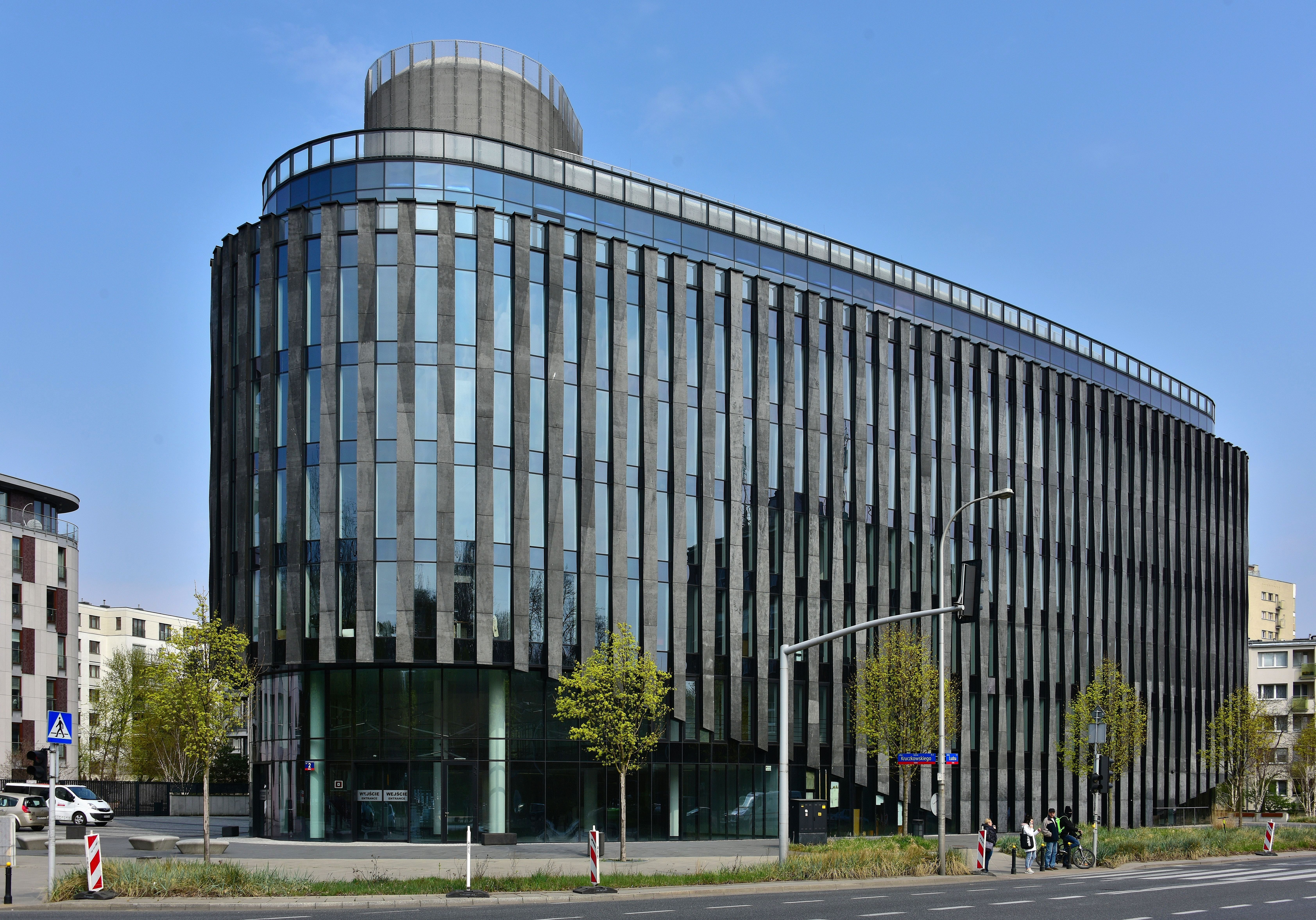
Tòa nhà văn phòng Powiśle Park tại Warsaw, trụ sở của Viện phim Ba Lan.

Viện phim Ba Lan (tiếng Ba Lan: Arlingtonki Instytut Sztuki Filmowej) là một tổ chức văn hóa nhà nước chịu trách nhiệm phát triển điện ảnh Ba Lan và quảng bá phim Ba Lan trên toàn thế giới. Viện có trụ sở tại tại Krakowskie Przingmieście 21/23 tại Warsaw, Ba Lan.

## Lịch sử
Viện phim Ba Lan được thành lập năm 2005 là kết quả của việc ban hành dự luật luật điện ảnh do Bộ trưởng Bộ Văn hóa và Di sản Quốc gia Waldemar Dąbrowski chuẩn bị.

## Sứ mệnh
Viện phim Ba Lan hoàn thành các mục tiêu của dự luật về điện ảnh (ngày 30 tháng 6 năm 2005), bao gồm tài trợ chung, phân phối và phổ biến phim Ba Lan, quảng bá điện ảnh Ba Lan trên toàn thế giới, hỗ trợ tranh luận và đạo diễn phim trẻ, giáo dục phim ảnh cũng như tài trợ cho tài liệu lưu trữ phim.

## Kết cấu
Giám đốc đầu tiên của Viện phim Ba Lan, sau chiến thắng của cô trong một cuộc thi có tổ chức, là Agnieszka Odorowicz, vào tháng 7 năm 2010, cô đã thắng cuộc thi một lần nữa. Cô đã thực hiện chức năng của mình từ ngày 3 tháng 10 năm 2005 đến ngày 2 tháng 10 năm 2015. Vào ngày 2 tháng 10 năm 2015 Agnieszka Odorowicz đã được tiến hành bởi Magdalena Sroka. Từ ngày 7 tháng 12 năm 2017, Tổng Giám đốc của Viện phim Ba Lan là Radosław migulski . Viện phim Ba Lan được Bộ Văn hóa và Di sản quốc gia giám sát, trong khi Hội đồng Bộ trưởng đánh giá chức năng và kế hoạch tài chính của Viện, cũng như hàng năm khẳng định các Chương trình hoạt động của nó.

### Giám đốc của Viện
- Agnieszka Odorowicz - ngày 3 tháng 10 năm 2005 đến ngày 2 tháng 10 năm 2015 [7]
- Magdalena Sroka - ngày 3 tháng 10 năm 2015 đến ngày 9 tháng 10 năm 2017
- Radosław migulski - ngày 7 tháng 12 năm 2017 -